# 呂煥炎
呂 煥炎（りょ かんえん）は、中華民国の軍人。国民政府（国民革命軍）、新広西派（新桂系）に属した。字は光奎。

## 事跡
広西陸軍小学、陸軍第2予備学校を卒業。1915年（民国4年）夏、保定陸軍軍官学校第3期砲兵科に入学する。このとき、黄紹竑、白崇禧、夏威と同期となった。翌年冬に卒業し、以後、広西軍（桂軍）で経歴を重ねていった。
1924年（民国13年）、呂煥炎は、李宗仁率いる討賊聯軍（後の広西陸軍第2軍）に加わり、第5縦隊司令に任命された。翌年から李による広西統一戦に参加する。呂は沈鴻英、鄧本殷らの撃破に貢献して、広西辺防対汛督弁に任じられた。
1926年（民国15年）春、李宗仁の部隊が国民革命軍第7軍に改組されると、呂煥炎は第7軍第9旅旅長に任じられている。7月に李らが北伐へ出撃すると、呂は広西の留守を担当した。1927年（民国16年）、第7軍第7師師長に昇進する。同年11月、広東省で蔣介石・李済深に反旗を翻した張発奎・黄琪翔の討伐に加わった。1928年（民国17年）6月、国民革命軍の再編に伴い、第15軍第45師師長に任じられ、翌年3月、新広西派の軍縮に伴い、第8路第4師旅長となった。
同年夏、呂煥炎は李宗仁らの反蔣戦争の一端として広東省へ出撃したが、粤軍（広東軍）に敗北して広西省へ退却した。その頃、兪作柏が李宗仁らを駆逐して広西省政府主席に就任している。呂は兪と交渉して、警備軍副司令兼第1師師長（後に、国民革命軍新編第16師師長）に任じられた。9月、兪が汪兆銘（汪精衛）らと結んで反蔣介石を宣言すると、呂は蔣からの篭絡・買収を受けたためこれに追随せず、他の親蔣派将領とともに兪を追放した。
10月、呂煥炎は兪作柏の後任として広西省政府主席兼討逆軍第8路副総指揮に任じられた。しかし、呂は資歴が浅かったために省内の各軍を統率できなかった。結局、11月に、香港へ逃れていた李宗仁、白崇禧、黄紹竑を指導者として改めて迎え入れざるを得なかった。復権した李は、反蔣介石のための護党救国軍総司令を称し、呂は第8路軍第1縦隊指揮官に任ぜられた。1930年（民国19年）1月、呂は再び親蔣を宣言して、李らに反旗を翻したが、黄の迅速な反撃に敗北、逃走した。
同年6月15日、呂煥炎は逃亡先の広州において、部下の衛兵に暗殺された。享年39。